# Język khasi
Język khasi – język austroazjatycki, używany głównie przez lud Khasi w stanie Meghalaya w Indiach (gdzie ma status oficjalnego języka regionalnego), ale również w stanie Asam oraz w Bangladeszu przy granicy w Indiami. Jest używany w mediach, sądach i urzędach w Meghalaya, również nauczany w szkołach.
Język khasi nie był zapisywany przy pomocy własnego alfabetu. W latach 1813–1838 William Carey usiłował zapisać ten język przy pomocy wschodniej odmiany pisma nagari i w tym alfabecie zostało zapisanych wiele książek w tym języku, w tym Ka Niyiom Jong Ka Khasi – ważna księga religii Seng Khasi. W 1841 walijski misjonarz Thomas Jones zapisał khasi przy pomocy alfabetu łacińskiego, którego używa się także obecnie. Wtedy też na khasi przetłumaczona została Biblia.
Ze względu na pochodzenie Jonesa, ortografia języka khasi przypomina walijską:
- Wielkie litery: A, B, K, D, E, G, Ng, H, I, Ï, J, L, M, N, Ñ, O, P, R, S, T, U, W, Y
- Małe litery: a, b, k, d, e, g, ng, h, i, ï, j, l, m, n, ñ, o, p, r, s, t, u, w, y